# Артикульная грамота
Артикульная грамота (нем. Artikelsbriefe) — патент западно-европейских государей и воинских начальников (немецких, нидерландских, швейцарских, датских и шведских), уполномочивавший какого-либо офицера (полковника) сформировать полк всадников или ландскнехтов. 
В грамоте излагались основные правила и обычаи, касавшиеся обязанностей наёмной военной службы и воинской дисциплины, которым должны были присягать завербованные в полк, конный или пеший. В них заключались также постановления полицейского характера о сохранении общественного порядка и безопасности. От артикульных грамот произошли воинские артикулы позднейшего времени.
Впервые подобные патенты были применены Фридрихом Барбароссой во время его похода для завоевания, в Италию в 1155 году. С XV века последовал целый ряд императорских артикульных грамот: Фридриха III (1486 года), Максимилиана I (1508 год), Максимилиана II (1570 год) и другие.
В первоначальном виде немецкие артикульные грамоты имели договорный характер. В них в общих словах излагалось, что солдаты (наёмники) обязывались делать и что именно им запрещалось под страхом наказания, вплоть до их смерти. Наказания только намечались; выбор их размера и формы полностью предоставлялся начальникам (офицерам).
Артикульная грамота шведского короля Густава-Адольфа 1621 года представляла собой тщательно разработанный военно-уголовный кодекс, с точно определёнными понятиями воинских и общих преступных деяний (нарушений и преступлений), притом изложенными в формулах, ясных и доступных пониманию каждого солдата. Этот памятник военного законодательства послужил предметом подражания и заимствования для бранденбургско-прусского войска (артикулы Фридриха Вильгельма 1665 года).. Артикульные грамоты сыграли заметную роль в истории военного искусства.